# 彼得伯勒座堂
彼得伯勒座堂（英語：Peterborough Cathedral）是英國的一座教堂，位於劍橋郡彼得伯勒。正式名稱是聖彼得、聖保羅和聖安得烈座堂（Cathedral Church of St Peter, St Paul and St Andrew），也被稱為聖彼得座堂（Saint Peter's Cathedral）。彼得伯勒座堂是彼得伯勒教區的座堂，獻給聖彼得、聖保羅和聖安得烈。彼得伯勒座堂始建於盎格魯薩克遜時代，現在的建築是12世紀時修建的諾曼式建築。彼得伯勒座堂和达勒姆座堂、伊利座堂等並為12世紀重要的建築物，現在保存狀態仍很完好。

## 外部連結
- Peterborough Cathedral （页面存档备份，存于）